# South Bay
South Bay é uma cidade localizada no estado americano da Flórida, no condado de Palm Beach. Foi incorporada em 1941.

## Geografia
De acordo com o United States Census Bureau, a cidade tem uma área de 9,6 km², onde 6,9 km² estão cobertos por terra e 2,6 km² por água.

### Localidades na vizinhança
O diagrama seguinte representa as localidades num raio de 24 km ao redor de South Bay.

## Demografia
Segundo o censo nacional de 2010, a sua população é de 4 876 habitantes e sua densidade populacional é de 702,5 hab/km². Possui 1077 residências, que resulta em uma densidade de 155,2 residências/km².